# Ittihad Riadhi Baladiat Sougueur
Maillots
Dernière mise à jour : 27 mai 2020.
L'Ittihad Riadhi Baladiat Sougueur (en arabe : الاتحاد الرياضي لبلدية السوقر), plus couramment abrégé en IRB Sougueur ou encore en IRBS, est un club algérien de football fondé en 1943 et basé dans la commune de Sougueur, dans la Wilaya de Tiaret.الجيش الاحمر

## Histoire
L'Ittihad Riadhi Baladiat Sougueur a évolué à plusieurs reprises en deuxième et en troisième division, mais sans jamais atteindre la première division algérienne.
Actuellement, l'IRBS évolue en  Inter-régions centre-ouest.

## Logos et couleurs

### Anciens logos
Les couleurs de l'Ittihad Riadhi Baladiat Sougueur sont le Rouge et le Blanc.

Logo du club

## Structures du club

### Infrastructures
L'Ittihad Riadhi Baladiat Sougueur joue ses matches a domicile dans le Stade du 1er-Novembre-1954 de Sougueur.